# 제2차 후크고지 전투
제2차 후크고지 전투는 한국 전쟁 기간 중인 1952년 11월 18일부터 19일 사이에 영연방 제1사단과 중공군이 판문점 인근의 '후크고지'라는 지역에서 맞붙은 전투이다. 후크고지는 이전 달에도 중공군과 격전을 치른 지역이었고, 이는 후크고지가 전략적 요충지임을 보여준다. 중공군은 이러한 전략적 요충지를 점령하기 위해 2번째로 후크고지를 공격했지만 중화기 사격과 효과적인 반격으로 중공군의 공격은 실패로 끝났다.

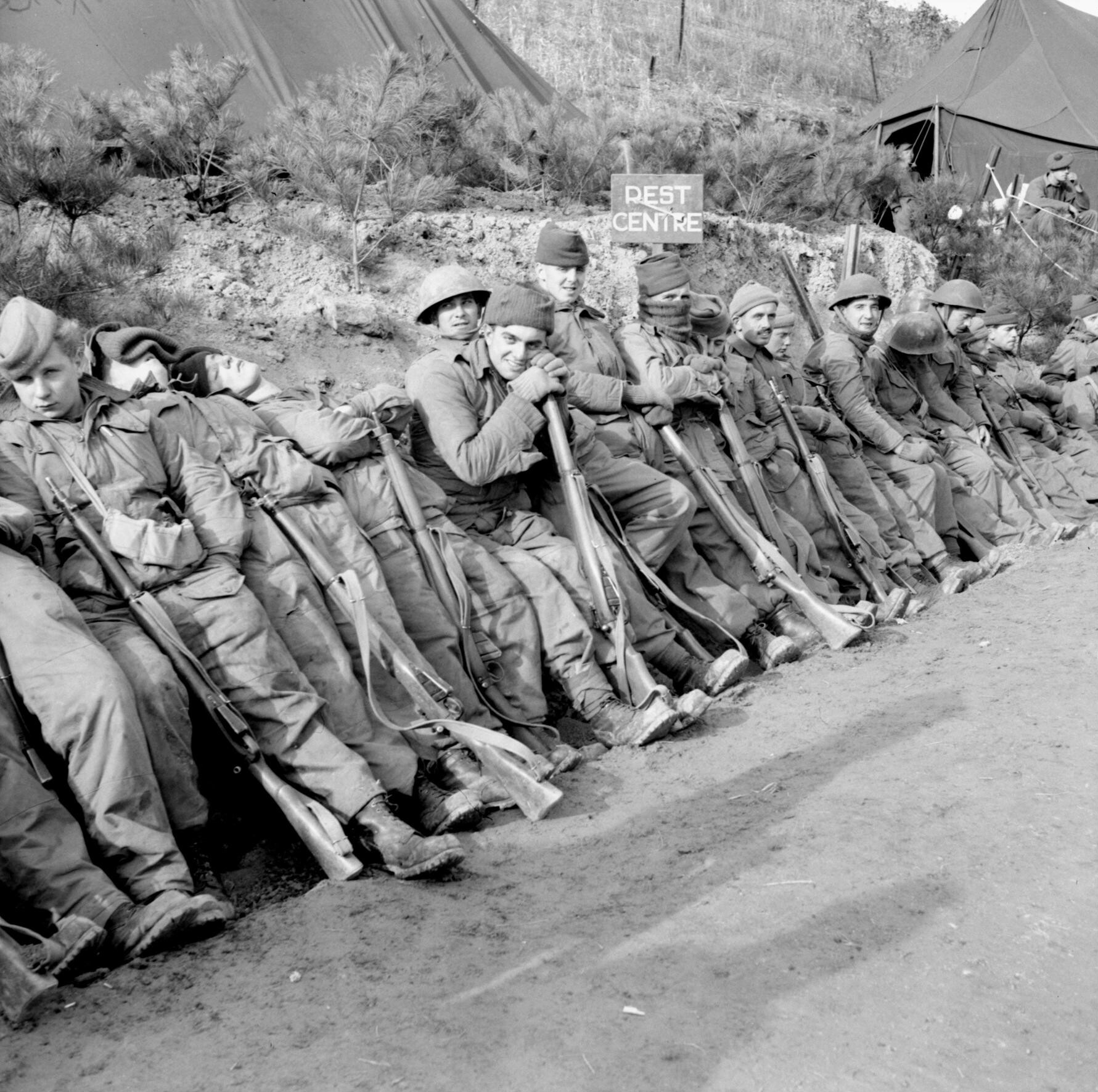
전투 이후 블랙 워치의 병사들이 전선으로 되돌아가기 위해 수송 차량을 기다리고 있다.

## 배경
1952년 4월 14일 웨스트민스터 작전에 대한 조정안으로 영국 연방 제1사단이 후크고지에 배치되었다. 블랙 워치 제1대대가 6월 8일부터 6월 22일에 걸쳐 사단 구역에 도착하였고 데이비드 맥네일 켐벨 로즈 중령이 이끄는 대대가 사령부 설치를 완료한 상황이었다. 훈련은 7월 7일까지 완료되어야 했고, 그 이후 제29보병여단이 추가로 투입될 예정이었다. 영 연방 사단은 미 제1해병사단이 점령하고 있는 사미천의 서쪽 지역의 우익을 맡아 10월 23일 그곳을 점령하라는 명령을 받았다. 후크고지라 알려진 전략적으로 중요한 초승달 모양의 능선에 주둔한 미 제1해병사단은 제1차 후크고지 전투라 알려진 중공군의 공세를 막아낸 바 있었는데, 이들은 전투 이후 휴식을 취할 필요가 있었다.
후크고지의 좌측 구역은 제29보병여단의 통솔 지역이 될 예정이었고 우측 끝에는 임진강과 고왕산 사이에 있는 2000야드의 능선이 있는데 이 지역은 대한민국 제1보병사단이 맡고 있었다. 이 우측 지역은 영국 제28보병여단과 캐나다 제25보병여단이 맡게 될 예정이었다. 미국 해병이 전투를 벌인 이후 후크고지의 방어 시설은 너무 심하게 파괴되어 블랙 워치는 이러한 시설들이 아무 쓸모가 없다는 것을 알게 되었다. 대한민국 KATCOM이 다음 날까지 방어시설 복구를 도왔으나 곧 중공군의 공격이 시작되었다.

## 전투
1952년 11월 18일 중공군 보병 2개 중대가 오후 7시에 바르샤바 정찰대에 발각되었다. 이들은 후크고지 최전방에서 500야드 떨어진 지점에 있었다. 정찰대는 라디오 방송을 통해 철수할 것을 명령했고 정찰대는 곧 공격을 받아 중공군에 의해 무력화되었다. 30분 후 후크고지에 배치된 병력은 3개의 다른 방향에서 중공군의 공세를 받게 되었다. 용동에서 후크고지로부터의 전투를 보고 있던 웰링턴 공작의 연대는 기관총으로 사미천 계곡의 조정된 방어선을 따라 중공군을 공격했고 블랙 워치를 11시간 동안 지원했다 스코틀랜드 포병 부대도 밤새도록 지원 사격을 감행하였다. 50,000발 이상의 기관총이 소모되었고 전투의 소강 상태는 자정이 되기 직전에 찾아왔는데 이는 중공군이 철수한 것처럼 보였기 때문이었다. 30분도 되지 않아 나팔이 울리면서 영국군은 중공군이 되돌아왔음을 알았다. 영국군은 수류탄을 던지고 기관총을 쏘면서 조명등 아래서 눈에 띄게 잘 보이는 중공군을 향해 반격을 감행했다.
몇몇 조명등은 파손이 되어 포병과 소화기에 적합한 목표를 찾기 더욱 어렵게 했다. 중공군은 매우 협소한 전선에서 반복되는 공격의 압박 속에서도 공격 기틀을 마련하기 위해 애썼다. 블랙 워치의 영웅적인 반격에도 불구하고 그들은 중공군의 공격에 철수할 수 밖에 없었다. 이에 로즈는 제5왕립 이니스킬링 드라군 보위대라 불리는 B 중대에서 센츄리온 전차를 투입해 정찰 및 정리를 통해 반격을 개시하라 명령했다. 1대의 전차가 파괴되었지만 블랙 워치는 후크고지에서 중공군을 몰아내기 시작했고 전투는 새벽까지 이어졌다. 스코틀랜드 부대는 전선에서 압박을 받고 있었으며 이들을 고립하는데 실패한 중공군은 낮 동안의 전투를 치를 준비가 되어 있지 않았다. 정리 작업 분대가 부상당한 중공군을 몰아냄에 따라 이들은 철수하기 시작했다. 몇몇 스코틀랜드군이 전방 방어 시설이 붕괴되자 중공군의 포로가 되었지만 대부분은 터널과 참호에서 살아남았다. 터널과 참호는 중공군에 의해 점령되거나 파괴되거나 아니면 버려졌을 것이라고 추측했다. 낮이 되자 치열한 전투는 영국군이 후크고지를 사수하면서 끝이 났다.

## 여파
중공군은 2번째 공격에서도 후크고지에서 유엔군을 철수시키는 데 실패했다. 블랙 워치를 지원한 패트리샤 공주 캐나다 경보병연대는 고지를 사수함에 따라 휴식을 취하며 사상자들을 돌봐줄 수 있게 되었다. 중공군의 공세는 1953년까지 지속적으로 이어졌고 1953년 1월 말 미국 군대가 영 연방 사단을 지원하였다. 나머지 사단은 휴식을 위해 철수했고 재조직되어 유지되었다. 블랙 워치는 이 전투 이후 2달 후에 복귀했으며 후크고지에 1개의 소총중대와 함께 배치되었다. 이들은 각각 121고지, 후크고지, 소시지 고지, 그리고 146고지에 나뉘어 배치되었다. 나머지 소총 중대는 146고지에 배치되어 웰링턴 공작 연대를 지원했다. 블랙 워치는 후크고지로 돌아왔을 때 그들이 떠날 때와 달라진 바가 크게 없다는 점을 발견했다. 이후 후크고지는 또다시 중공군의 공세로 인해 격전지가 된다.

## 오보
대한민국 언론에서는 고왕산 전투와 혼동하여 보도된 적이 있다. 그러나 제2차 후크고지 전투와 고왕산 전투는 각각 완전히 별개의 전투이다.

## 같이 보기
- 제1차 후크고지 전투
- 제3차 후크고지 전투
- 고왕산 전투
- 마량산 전투